# Nijaz Duraković
Nijaz Duraković (Stolac, 1. siječnja 1949. – Sarajevo, 29. siječnja 2012.), bosanskohercegovački političar i istaknuti komunist bošnjačkog podrijetla, posljednji predsjednik Predsjedništva Centralnog komiteta SK BiH i prvi predsjednik SDP-a BiH. Bio je nositelj transformacije Saveza komunista BiH u SDP BiH 1991. U vrijeme rata u Bosni i Hercegovini bio je zajedno s Alijom Izetbegović član ratnog Predsjedništva Republike Bosne i Hercegovine iz reda bošnjačkog naroda. Na čelu SDP-a BiH ostao je do 1997. Nakon toga SDP BiH preuzeo je Zlatko Lagumdžija s kojim je Duraković ušao u sukob te konačno napustio SDP BiH 2002. i pridružio se SDU BiH 2006. godine.

## Životopis
Nijaz Duraković rođen je u Stocu u obitelji Hakije i Ćamile. U rodnom gradu završio je osnovnu školu 1963., kao i gimnaziju 1967. Kao srednjoškolac pridružio se SK BiH. Potom je pohađao Fakultet političkih znanosti u Sarajevu, odsjek sociologija, gdje je diplomirao 1971. Četiri godine kasnije, 1975., magistrirao je na istom fakultetu. Iduće godine zaposlio se kao asistent. Doktorirao je 1979. godine. Iste godine izabran je za docenta i u tom svojstvu radio do 1983., da bi iduće godine bio izabran za izvanrednog profesora. Dvije godine kasnije, 1986., izabran je za redovnog profesora.  U karijeri je objavio 16 knjiga i preko 200 studija i istraživačkih radova. 
Predsjedateljem Predsjedništva Centralnog komiteta Saveza komunista Bosne i Hercegovine imenovan je 29. lipnja 1989., a već iduće godine postao je član Predsjedništva SKJ. Pred rat je bio jedan od pristaša tranformacije SK BiH u demokratsku stranku, te je kao predsjednik CK SK BiH transformirao stranku u Savez komunista BiH - Stranku demokratskih promjena, kasnije preimenovanu u Socijaldemokratsku partiju BiH (SDP BiH) na kongresu održanom u prosincu 1992. Predsjednik SDP-a BiH je bio do 1997. godine kada tu funkciju preuzima Zlatko Lagumdžija. Od tada do 2002. godine je bio član Glavnog odbora i Predsjedništva Stranke. U vrijeme rata u BiH, kooptiran je u ratno Predsjedništvo Republike Bosne i Hercegovine 1992., u kojemu je ostao do 1996.
Na općim izborima 1998. izabran je za zastupnika u Zastupničkom domu Parlamenta Federacije Bosne i Hercegovine. Na idućim općim izborima 2000. nije se kandidirao. No, na općim izborima održanim u listopadu 2002., iako još član SDP-a BiH, bio je nositelj združene liste Stranke za BiH te je izabran je za zastupnika u Zastupničkom domu Parlamentarne skupštine Bosne i Hercegovine. Odmah nakon izbora dao je ostavku na mjesto člana Predsjedništva SDP-a BiH te je napustio stranku. Pred opće izbore 2006. pridružio se Socijaldemokratskoj uniji BiH. Ponovno je izabran u Zastupnički dom PFBiH kao nositelj liste Patriotskog bloka Bosanske stranke i SDU BiH. U prosincu 2007. godine izabran je za člana Predsjedništva SDU-a BiH. Na općim izborima 2010. bio je nositelj liste SDU BiH za Parlamentarnu skupštinu BiH, no nije uspio dobiti mandat.
Umro je u Sarajevu, 29. siječnja 2012. godine.

## Djela
- Prokletstvo Muslimana (Sarajevo, 1993)
- Savremeni politički sistemi (Sarajevo, 1999)
- Uporedni politički sistemi (Sarajevo, 2007)
- Međunarodni odnosi (Sarajevo, 2009)

## Vanjske povezice
- U Sarajevu umro Nijaz Duraković